# Лаврівська сільська рада (Луцький район)
| Лаврівська сільська рада — орган місцевого самоврядування у Луцькому районі Волинської області з адміністративним центром у с. Лаврів. Сільській раді підпорядковані населені пункти: - с. Лаврів |

## Склад ради
Рада складається з 18 депутатів та голови.

## Керівний склад сільської ради
| ПІБ                               | Основні відомості                                                 | Дата обрання | Дата звільнення |
| --------------------------------- | ----------------------------------------------------------------- | ------------ | --------------- |
| Герасимчук Світлана Володимирівна | Сільський голова, 1977 року народження, освіта                    | 26.03.2006   | 31.10.2010      |
| Герасимчук Світлана Володимирівна | Сільський голова, 1977 року народження, освіта вища, позапартійна | 31.10.2010   |                 |

Примітка: таблиця складена за даними джерела

## Населення
Згідно з переписом УРСР 1989 року чисельність наявного населення сільської ради становила 1168 осіб, з яких 531 чоловік та 637 жінок.
За переписом населення України 2001 року в сільській раді мешкало 1157 осіб.

### Мова
Розподіл населення за рідною мовою за даними перепису 2001 року:
| Мова       | Відсоток |
| ---------- | -------- |
| українська | 98,20 %  |
| російська  | 1,80 %   |